# Jean Christophe Colin de Verdière
Pour les articles homonymes, voir Colin de Verdière.
Jean Christophe Colin de Verdière, né le 18 janvier 1754 à Paris et mort le 18 octobre 1806 à Sondershausen, est un général français de la Révolution et de l’Empire.

## Biographie

### Famille
Issu de la famille Colin de Verdière, il est fils de Christophe Colin de Verdière (1725-1804) bourgeois de Paris, écuyer, conseiller-secrétaire du Roi, verdier du roi, et de Marie Pigot.

### Carrière
Volontaire aux Dragons en 1767, il devient successivement capitaine des hussards de Lauzun 1778, colonel de la cavalerie parisienne en 1789 puis général de brigade en 1795. Il a la charge de repousser les insurgés de l'insurrection royaliste du 13 vendémiaire le 5 octobre 1795, au pont de la Concorde. Il rejoint ensuite l'armée d'Italie en 1796. Il arrête les députés insurgés du 18 Fructidor an V en 1797. Commandant la place de Paris (1797), il est nommé général de division en 1798. Il prend un commandement dans l'armée du Rhin, en France, à Paris et aux Pays-Bas, puis à la Grande Armée de 1802 à 1806. Il meurt des suites de ses blessures, deux jours après la bataille d'Iéna le 18 octobre 1806.

## Sources
- Dictionnaire des Généraux Français de la révolution, G. Six, p. 540